# Dongfeng CA71
La Dongfeng CA71 (cinese semplificato: 东风CA71; cinese tradizionale: 東風CA71) è un'auto di lusso di medie dimensioni prodotta dalla FAW dal 1958 al 1961 in piccole quantità.

## Storia dello sviluppo
Il Dongfeng CA71 è stato sviluppato da FAW a Changchun (Manciuria). La FAW è stata fondata nel 1953 con il sostegno tecnico e finanziario dell'Unione Sovietica. Produceva principalmente veicoli commerciali, in particolare autocarri pesanti basati sul modello sovietico. Nel 1958 la Cina lanciò la campagna del Grande Balzo in avanti, che mirava a raggiungere i paesi industrializzati occidentali.
Dal 1958, diversi stabilimenti cinesi, tra cui la FAW, iniziarono a progettare autovetture per uso civile.
Il Dongfeng CA71 fu utilizzato per una serie di campagne di propaganda e alcune includevano Mao Zedong. Sono stati prodotti circa 30 Dongfeng CA71. Poiché la CA71 era piccola, la Hongqi CA72 era la limousine statale preferita. I funzionari intermedi tendevano a utilizzare il Fenghuang più piccolo (Shanghai SH760).

## Progetto
Il Dongfeng CA71 è stato modellato su due veicoli stranieri. È stata realizzata utilizzando una versione decodificata del telaio della Mercedes W120, insieme al suo motore a quattro cilindri in linea da 1,9 litri, mentre la carrozzeria proveniva dalla francese Simca Vedette. Tuttavia la sua forma attuale è più vicina alla Ford Zephyr Mk2 di dimensioni simili della stessa epoca. Ciò era probabilmente dovuto al rapporto di Ford con Simca in quel momento.
I dettagli cinesi includevano il motivo di un drago dorato sulla griglia del cofano ed elementi di un design a lanterna cinese sui fanali posteriori, come l'Hongqi CA72. Si dice che il motore producesse 70 CV (52 kW) mentre la velocità massima era di 130 km / h (81 mph).
Il vicedirettore del design della FAW, Shi Qihe, e l'ingegnere capo, Hu Tongxun, hanno diretto il progetto.

## Produzione
Il primo prototipo del Dongfeng CA71 fu completato il 12 maggio 1958. Durante l'estate seguirono vari test drive. Molte altre copie furono costruite nel 1958. L'auto è stata realizzata a mano con la lamiera intrecciata a mano. Si sa che esistono ancora solo due esempi. Uno è conservato al Museo della fabbrica Hongqi a Changchun e una replica basata sulla GAZ-21 sovietica si trova nel Museo delle auto d'epoca di Pechino.